# Ilargus
Ilargus Simon, 1901 è un genere di ragni appartenente alla famiglia Salticidae.

## Distribuzione
Le tre specie oggi note di questo genere sono diffuse in Brasile e in Venezuela.

## Tassonomia
A dicembre 2010, si compone di tre specie:
- Ilargus coccineus Simon, 1901[2] — Brasile
- Ilargus nitidisquamulatus Soares & Camargo, 1948 — Brasile
- Ilargus singularis Caporiacco, 1955 — Venezuela

### Specie trasferite
- Ilargus albomaculatus Mello-Leitão, 1939; trasferita al genere Nycerella con la denominazione provvisoria di Nycerella albomaculatus (Mello-Leitão, 1939); a seguito di uno studio dell'aracnologa Galiano del 1982, è stata ravvisata la sinonimia di questi esemplari con Nycerella aprica (Peckham & Peckham, 1896)[1].
- Ilargus penicillatus Mello-Leitão, 1946; trasferita al genere Chira con la denominazione provvisoria di Chira penicillata (Mello-Leitão, 1946); a seguito di uno studio dell'aracnologa Galiano del 1965, è stata ravvisata la sinonimia di questi esemplari con Chira micans (Simon, 1902)[1].

### Nomen dubium
- Ilargus modestus Caporiacco, 1947; l'esemplare femminile reperito in Guyana è stato riesaminato in uno studio di Ruiz e Brescovit del 2008, con l'attribuzione dello status di nomen dubium[1].